# Twin City Liner

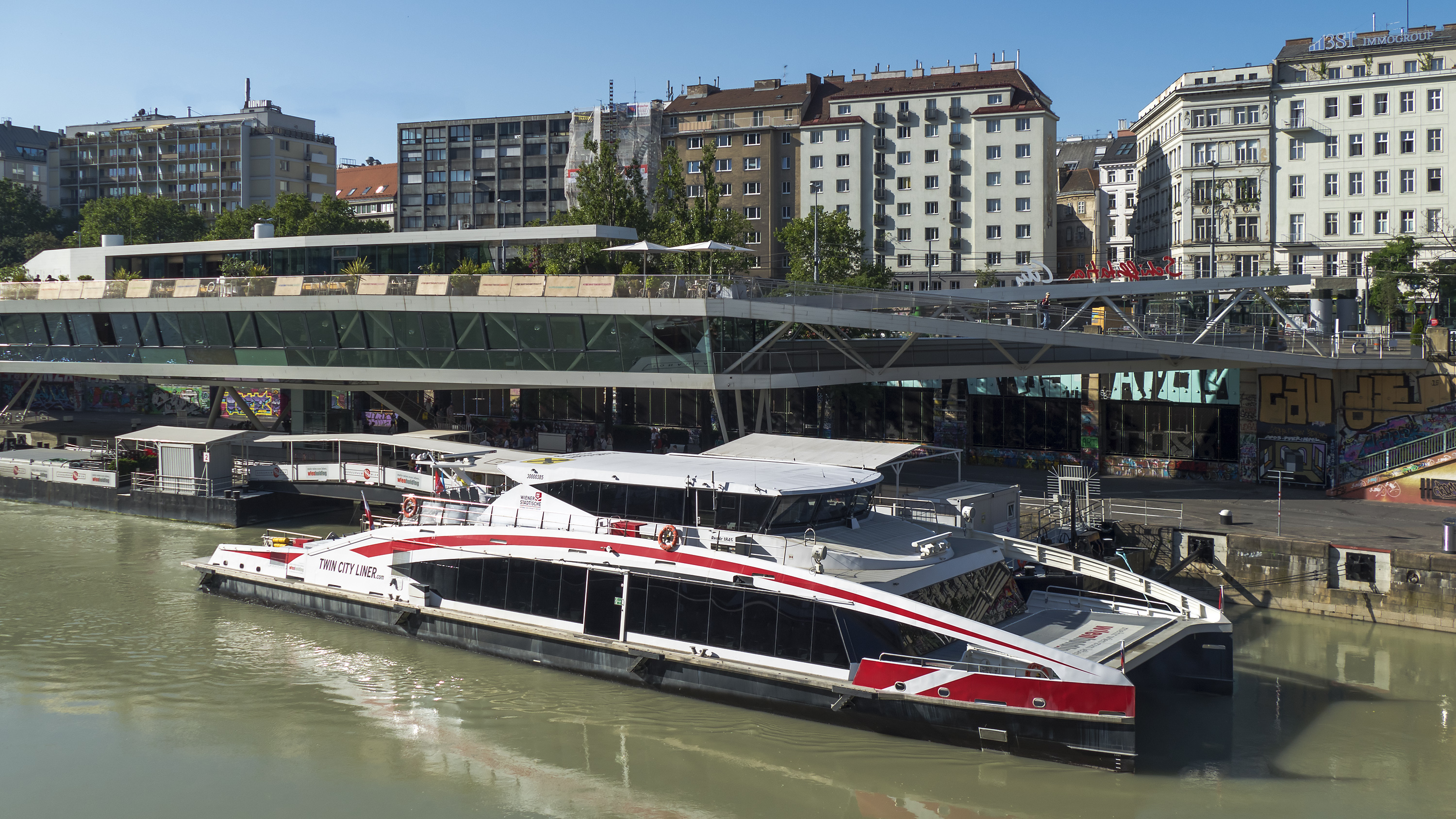
Der Twin City Liner am Schwedenplatz

Der Katamaran Twin City Liner stellt seit dem 1. Juni 2006 eine Verbindung zwischen den Stadtzentren der österreichischen Hauptstadt Wien und der slowakischen Hauptstadt Bratislava auf der Donau dar. Wien und Bratislava sind in Europa die Hauptstädte mit der geringsten Distanz, verbunden durch die Donau. Die Fahrzeit beträgt 75 Minuten.

## Schiffe

### Erste Generation

#### Erstes Schiff
Der erste Katamaran wurde zwischen Herbst 2005 und dem Frühjahr 2006 in Norwegen gebaut. Die Überstellungsfahrt führte ihn über das Skagerrak, die Nordsee und dann über den Main-Donau-Kanal in die Hauptstadt von Österreich. Der zweite sogenannte Twin City Liner wurde 2007 bestellt und im Mai 2008 geliefert.
Eigens für diesen Zweck wurde von der 1948 gegründeten norwegischen Werft Båtservice Mandal ein aus Gewichtsgründen aus Aluminium gefertigter Schnellkatamaran mit Jetantrieb entwickelt, der auch im Sommer bei Niedrigwasser eingesetzt werden kann. Der Tiefgang beträgt vertraglich garantierte 80 Zentimeter. Um den Wellenschlag zu minimieren, wurden aufwändige Modellversuche in der österreichischen Schiffbautechnischen Versuchsanstalt unternommen.
Der vollklimatisierte Katamaran bietet Platz für 106 Passagiere plus Besatzung (ein Kapitän, zwei Matrosen und Gastronomie-Personal).
Am 14. Mai 2007 strandete der Twin City Liner Höhe Erdberger Lände am rechten Ufer des Donaukanals und musste von der Berufsfeuerwehr Wien geborgen werden. Am 16. Mai erteilte die oberste Schifffahrtsbehörde nach durchgeführten Reparaturen und einer Testfahrt wieder die Freigabe für den Betrieb. Ein ähnlicher Unfall ereignete sich am 28. Juli 2009 in der Nähe des Erdberger Stegs, als der Kapitän einem treibenden Baumstamm ausweichen wollte.

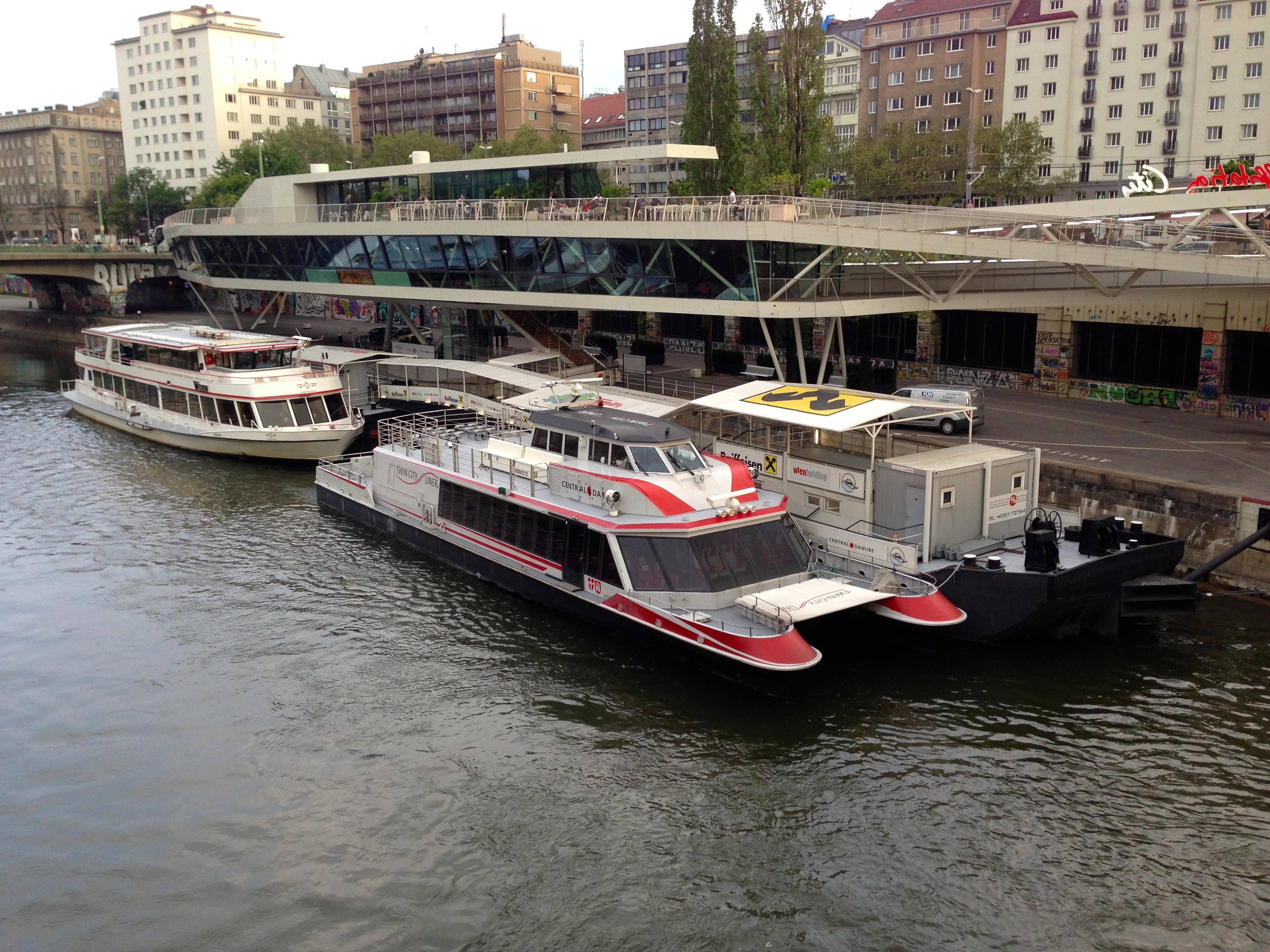
Der zweite, 2008 gebaute, Twin City Liner„2“ an der Schiffstation City in Wien (2014) runde Scheinwerfer, 30000212, Smiley

#### Zweites Schiff
Im sogenannten Bürgermeister-Mediengespräch gab am 20. August 2007 die Finanz- und Wirtschaftsstadträtin Vizebürgermeisterin Renate Brauner die Anschaffung eines weiteren Twin City Liners bekannt.
Der neue „Twinny“, wie er in manchen Medien auch genannt wird, wurde so wie sein Vorgänger von Båtservice Mandal gebaut und auch auf derselben Route nach Österreich überstellt (circa 800 Seemeilen/1480 km auf dem offenen Meer sowie etwa 1600 km auf europäischen Binnenwasserstraßen).
Am 13. Mai 2008 legte der zweite Twin City Liner an der Donau beim Schifffahrtszentrum unterhalb der Reichsbrücke an. Die Jungfernfahrt führte den neuen Katamaran mit der Registrierungsnummer A-40631 unmittelbar nach der Schiffstaufe durch Margit Fischer (Gattin von Bundespräsident Heinz Fischer) und Dompfarrer Anton Faber im Rahmen eines Staatsbesuchs nach Bratislava.
Es war dies der erste Staatsbesuch, bei dem Bundespräsident Fischer per Schiff anreiste. Bei einem Zwischenhalt in Devín wurden auch der Präsident der Slowakischen Republik Ivan Gašparovič und seine Gattin an Bord genommen und anschließend die Fahrt nach Bratislava fortgesetzt.

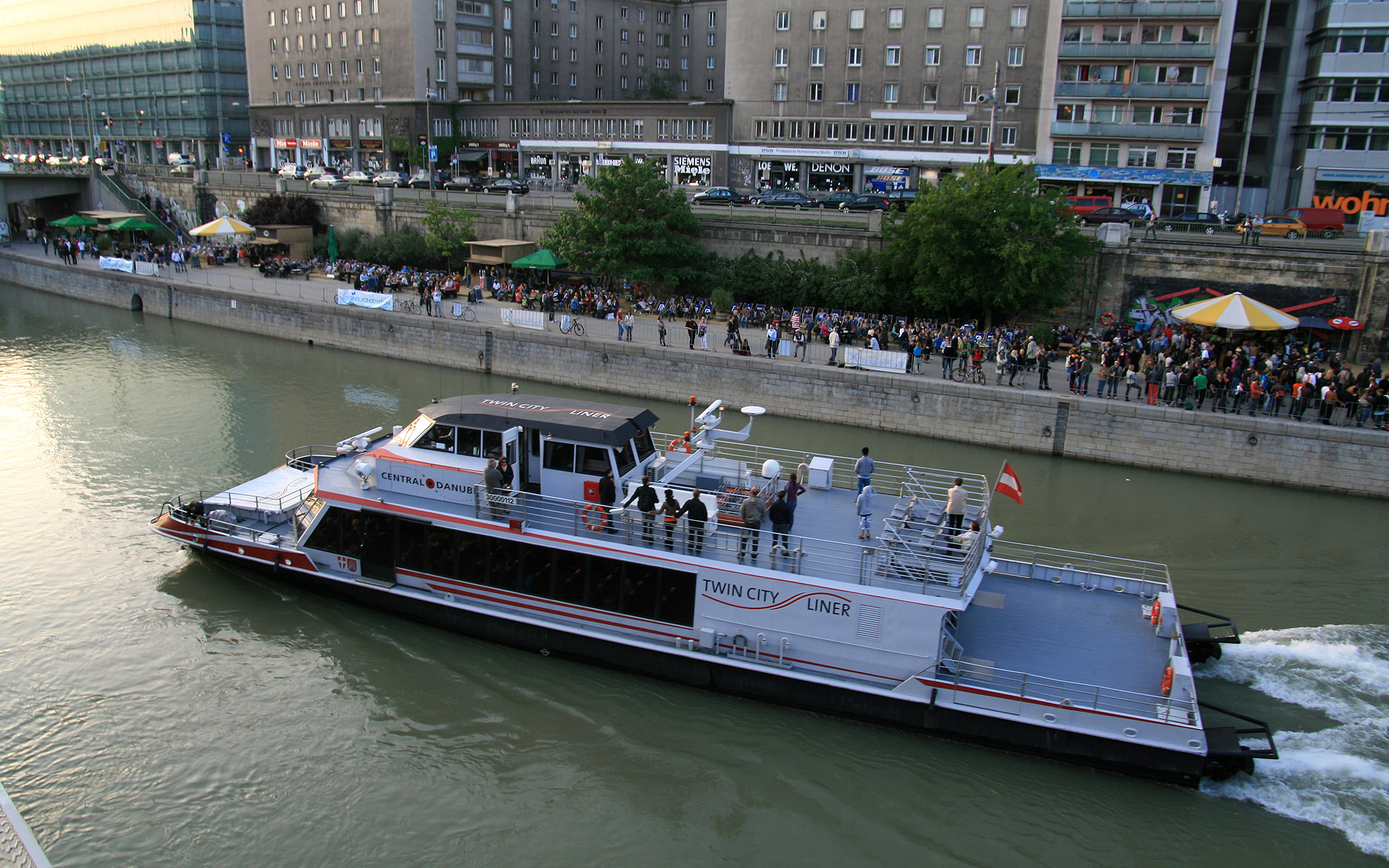
Twin City Liner kurz vor der Anlegestelle am Wiener Donaukanal (2012) runde Scheinwerfer, 30000112

Technisch entspricht der neue Twin City Liner seinem Vorbild. Neben kleinen Änderungen an der technischen Ausstattung und der Formgebung bietet er nun bis zu 126 Passagieren Platz: 106 Plätze wie bisher in der Passagierkabine, acht Plätze in der sogenannten VIP-Kabine auf dem Oberdeck hinter dem Steuerplatz und zwölf Sitzplätze auf einem Sonnendeck für Fahrten in der warmen Jahreszeit. Den fahrplanmäßigen Betrieb nahm der zweite Twin City Liner am 31. Mai 2008 auf.
Weiters bestehen Überlegungen, im Falle der Anschaffung eines dritten Schiffs die Schnellverbindung mittels Twin City Liners bis nach Budapest oder gar Belgrad auszuweiten. Im Raum Bratislava selbst könnten der Kurort Piešťany sowie auch das östlich der slowakischen Hauptstadt am Südufer der Donau gelegene Danubiana Meulensteen Art Museum in Čunovo in das Streckennetz eingebunden werden.

### Zweite Generation

#### Schiff für 250 Pax
Im Oktober 2017 wurde bei der britischen Werft Wight Shipyard der etwa doppelt so viele Passagiere fassende Nachfolgetyp in Auftrag gegeben. Seit März 2019 kommt ein fast doppelt so großes Schiff zum Einsatz, das die bisherigen zwei ersetzt und mit weniger Fahrten mehr Passagiere befördern kann.
Am Sa, 24. August 2024, 08:42 Uhr MESZ, begegnete der Kapitän im Donaukanal einer drohende Kollisionsgefahr mit einem von der Ostbahnbrücke, auf der Sanierungsarbeiten liefen,  herabhängendem Seil, Kabel oder Ähnlichem mit Notbremsung und Ausweichmanöver. Bei einer Grundberührung schlug dabei der linke Rumpf leck, wodurch Wasser eindrang. Das Schiff konnte mit eigener Kraft zur Schiffswerft Linz fahren. Der erste Reparaturschritt in Linz dauerte 1 Woche, im Jänner 2025 soll der zweite Schritt erfolgen,  man rechnet mit bis zu 200.000 € Kosten. Nach 10 Tagen Ausfall nahm das Schiff am 3. September den Betrieb wieder auf. 326 Fahrten stehen bis Saisonende noch am Programm.

## Strecke, Anlegestellen & Fahrplan

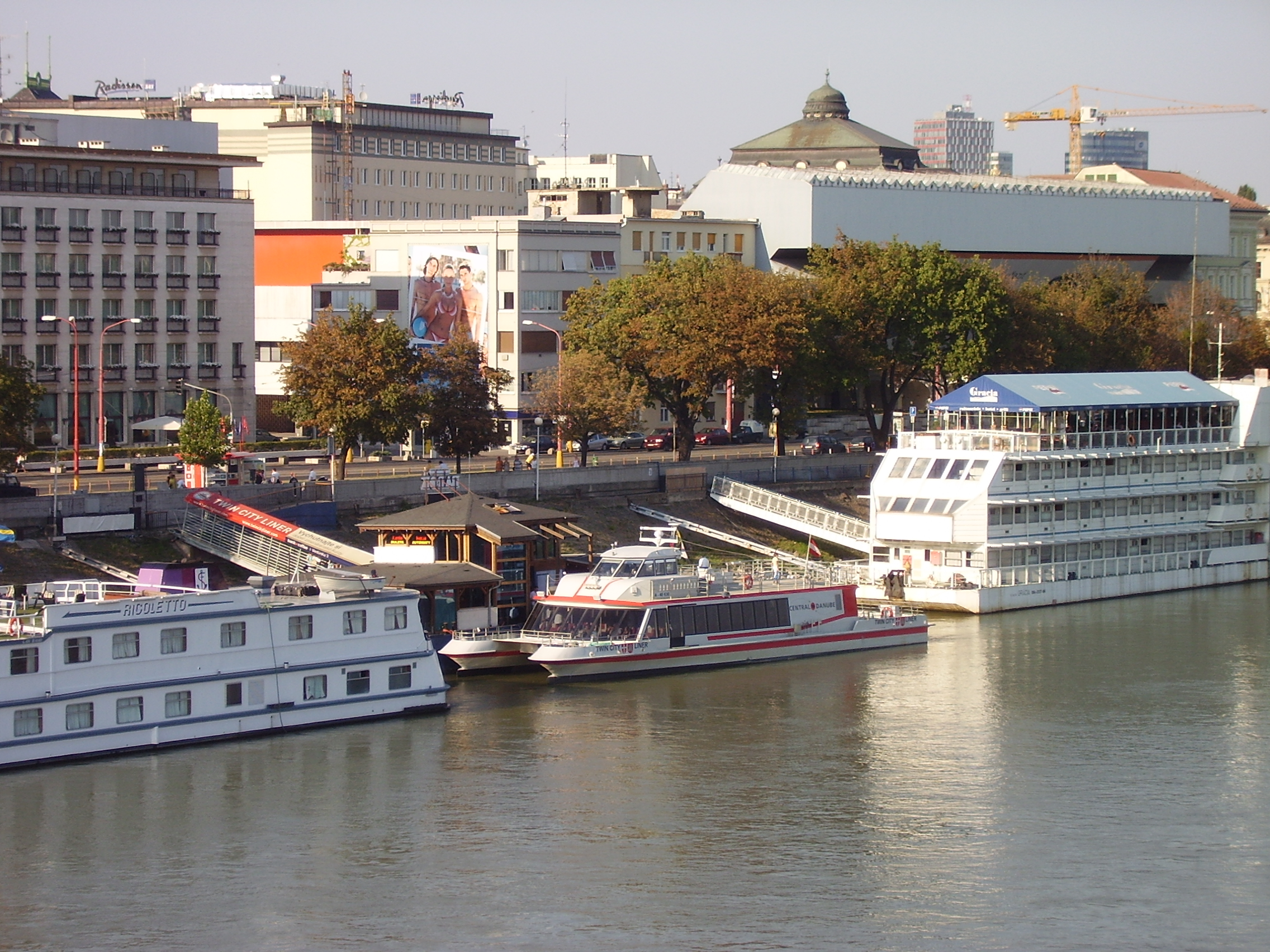
Twin City Liner in Bratislava (2007) eckige Scheinwerfer, A-4063x

Im Gegensatz zu den meisten anderen Schiffen, die die Donau befahren, legt der Twin City Liner nicht beim Schifffahrtszentrum bei der Reichsbrücke an, sondern bei der Schiffstation City. Diese wird über den Wiener Donaukanal erreicht und liegt zwischen Schwedenplatz und Marienbrücke. Dadurch wird das mit etwa 30 Minuten zeitaufwändige Befahren der Schleusenanlage des Kraftwerks Freudenau umgangen.
Im Juli 2010 wurde eine neue Schiffsanlegestelle eröffnet.
Die Anlegestelle in Bratislava befindet sich ebenfalls nur wenige Gehminuten von der Altstadt entfernt.
Die Schiffe fahren (Stand 2018?) die Strecke zwischen Mai und September vier- bis fünfmal täglich in jede Richtung, im April und Oktober drei- bis viermal. Außerhalb der fahrplanmäßigen Betriebszeiten (abends sowie von Mitte Dezember bis April) können die Schiffe gechartert werden.
Zwischen 16. Oktober 2020 und 5. März 2022 wurden die Fahrten wegen der COVID-19-Pandemie teilweise eingestellt.
Mit Saisonbeginn, Freitag, 31. März 2023 wurde Győr in Westungarn als weitere Station in den Fahrplan aufgenommen.

## Zielgruppe
Als Zielgruppe setzen die Betreiber vor allem auf Touristen und Bewohner von Wien und Bratislava mit dem jeweiligen Umland, die mit diesem raschen Verkehrsmittel einen mehrstündigen Tagesausflug unternehmen können, aber auch auf Geschäftsleute mit Terminen in der Nachbarhauptstadt.
Allerdings lässt die Notwendigkeit einer Buchung der begrenzten Plätze spontane Ausflüge kaum zu, und die Koppelung zwischen Fahrpreisen und Abfahrtszeit führt dazu, dass die Fahrt Wien–Bratislava–Wien wesentlich teurer ist als jene von Bratislava nach Wien und zurück (jeweils morgens Abfahrt und abends Heimreise). Außerdem ist der Fahrpreis vom Wochentag abhängig.

## Passagierzahlen
- 2006: rund 80.000 Passagiere
- 2007: rund 88.000 Passagiere (bis August des Jahres, man rechnete mit 110.000 bis 120.000 bis Saisonende)

Seit seiner Inbetriebnahme legten beide Twin City Liner (ab 2006 bzw. 2008) bis 2013 bei insgesamt 1.760 Fahrten rund 106.000 Kilometer zurück und beförderten bereits über eine Million Passagiere. Bis August 2018 wurden 1,6 Mio. Passagiere angegeben.
Nach einem Rekord von 165.000 verkauften Tickets im Jahr 2019 und einem zwischenzeitlichen Einbruch infolge der Coronapandemie vermeldete die Betreibergesellschaft Ende des Jahres 2023 mit 170.000 Tickets einen neuen Passagierrekord.

## Eigner
Schiffseigner ist die Central Danube Region GmbH, die dieses Projekt initiiert und entwickelt hat. Partner ist als Betreiber die DDSG Blue Danube Schifffahrt GmbH als Unternehmen der Wien Holding.

## Technische Daten

### Erste Generation
- Schiffsrumpf: Aluminium, Katamaran
- Baujahr: 2006 bzw. 2008
- Länge: 33 Meter
- Breite: 8,5 Meter
- Tiefgang max.: 0,85 Meter
- Höhe: 6 Meter
- Gewicht leer: 40,5 Tonnen
- Maximalgewicht: 54 Tonnen
- Passagiere: 102 Personen
- Mannschaft: 1 Kapitän, 1 Steuermann mit Patent (als zweiter Kapitän), 1 Matrose, 1 Stewardess
- Antrieb: 2 MTU-Diesel-Motoren + 2 Hamilton-Wasserstrahlantriebe
- Leistung: 1440 kW (1960 PS) gesamt
- Geschwindigkeit: max. 38 Knoten (70 km/h), Reisegeschwindigkeit 32,5 Knoten (60 km/h)
- Stromanschluss: 230 V/400 V
- Flatscreens und Musikanlage

### Zweite Generation 2019
- Schiffsrumpf: Aluminium
- Baujahr: 2018/2019, Großbritannien
- Länge: ca. 39,9 Meter
- Breite: ca. 11 Meter
- Tiefgang max.: 0,8 m
- Höhe: 5,9 Meter
- Gewicht leer: 70 Tonnen
- Maximalgewicht: ? Tonnen
- Passagiere: 250 Personen
- Mannschaft: ?
- Antrieb: 4× Scania DI16 076M (16,4l V8)
- Leistung: (4.600 PS)
- Geschwindigkeit: max. 38 kn = Knoten (70 km/h)
- Wien – Bratislava in 75 Minuten
- Stromanschluss:

## Bildergalerie

### Erste Generation

Twin City Liner am Anlegesteg in Wien (Donaukanal (2006) A-40630)
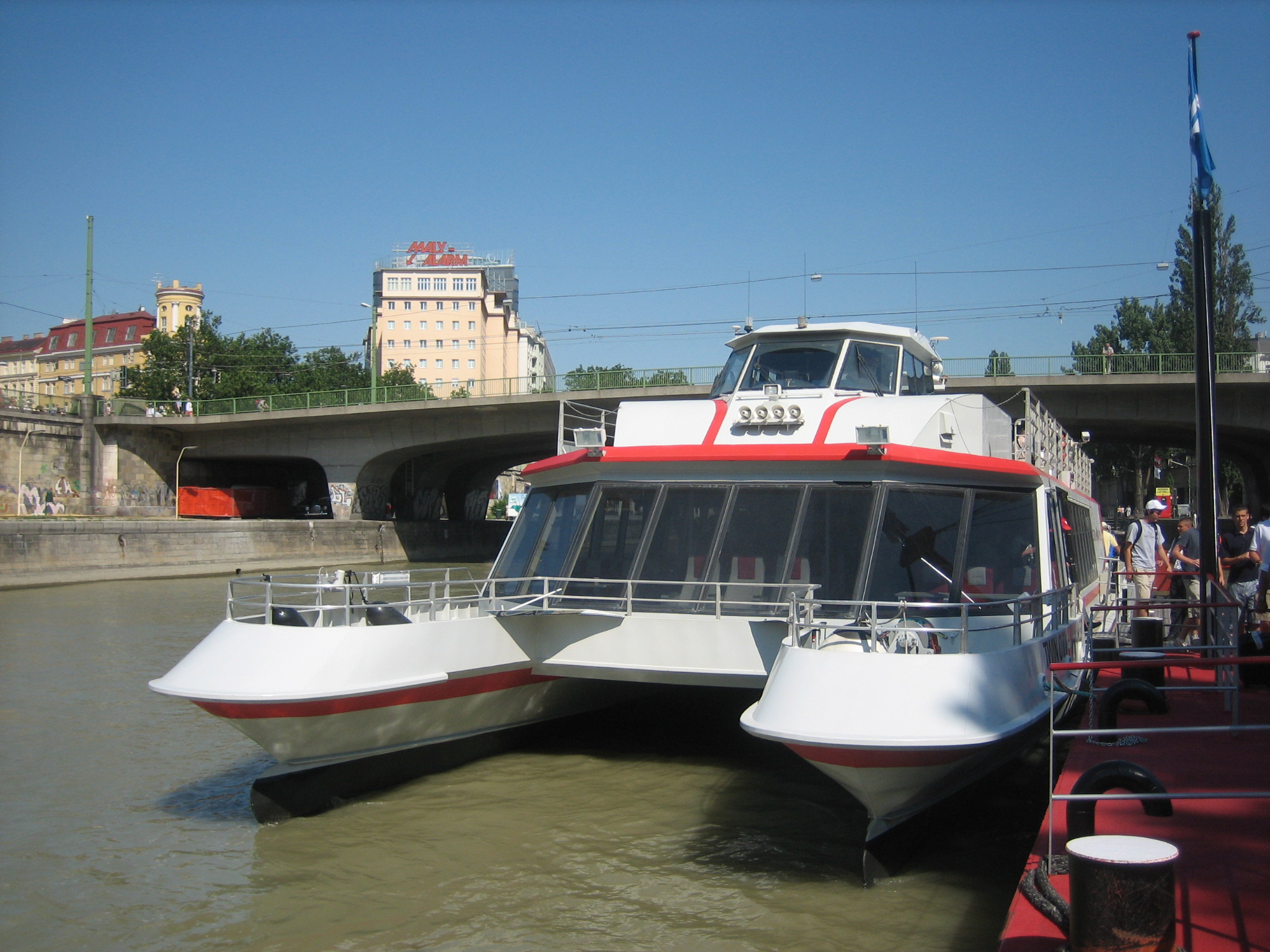
Frontansicht (2006) eckige Scheinwerfer
Innenausstattung (2006)
Aussicht vom Heck während der Fahrt, Radständer (2006)
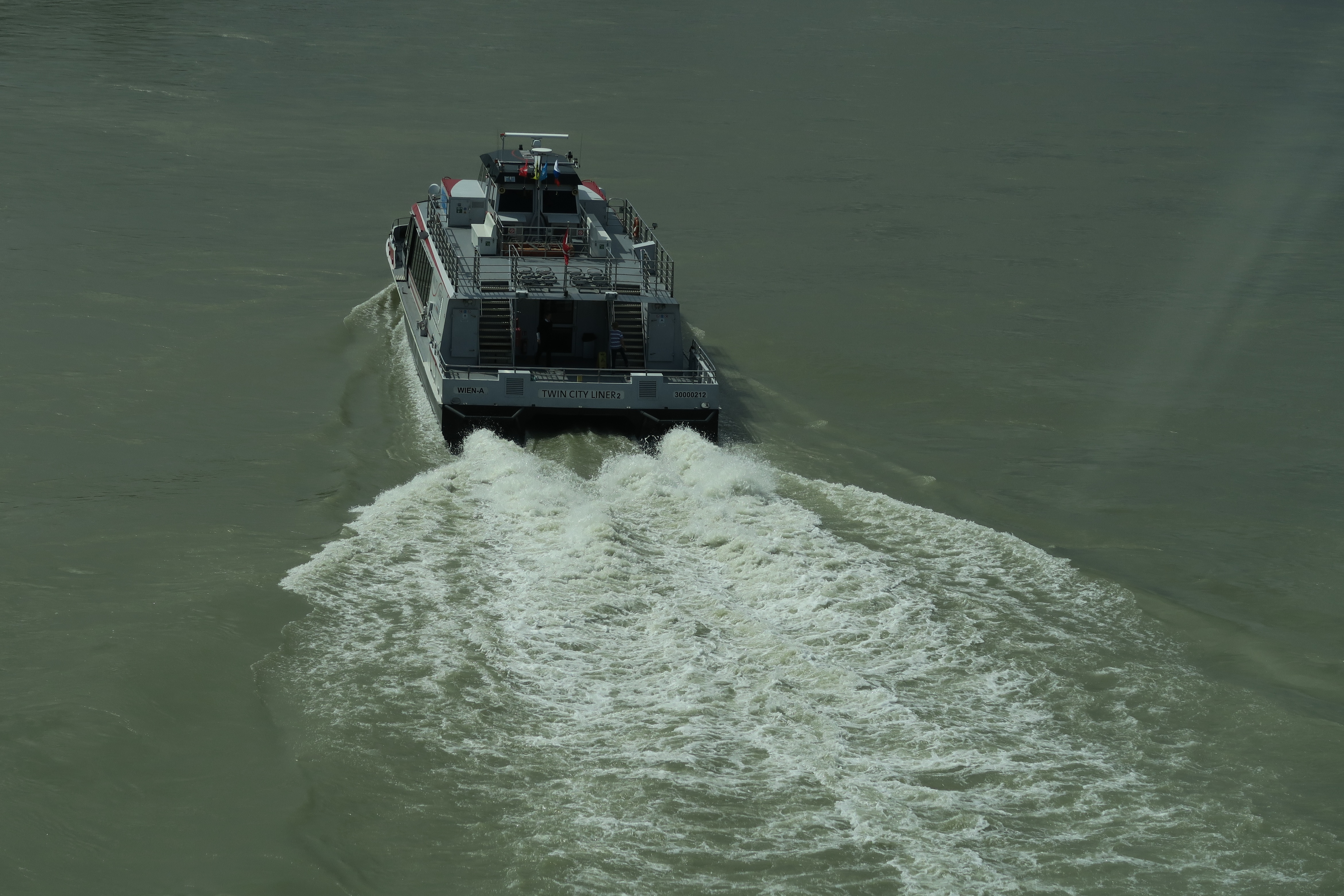
Rückansicht Twin City Liner 2 (2017) 30000212